# Argyrogrammana sonazul
Argyrogrammana sonazul is een vlindersoort uit de familie van de prachtvlinders (Riodinidae), onderfamilie Riodininae.
Argyrogrammana sonazul werd in 2006 beschreven door Jauffret, P & Martins.